# Hansol
Hansol là một tập đoàn của Hàn Quốc, hoạt động chính là xây dựng, điện tử, du lịch, hóa chất, nội thất gia đình, sản xuất giấy, viễn thông, và dịch vụ hậu cần. Hansol từng là một phần của Samsung và Shinsegae.

## Lịch sử
Tháng 1/1965, thành lập công ty Seahan Paper thuộc Hansol. Chủ tịch tập đoàn là Ông Cho Don-gil.
Năm 1991, công ty Seahan paper tách ra khỏi Samsung và đổi tên thành Hansol Paper.
Từ đó, Hansol thành lập thêm các công ty con:
Năm 1991 - Hansol Homedeco
Năm 1992 - Hansol Chemical và Hansol Oakvalley
Năm 1993 - Hansol Contruction
Năm 1994 - Hansol CSN
Năm 1995 - Hansol Technics và Hansol PNS
Năm 2001 - Hansol EME